# جيم واتكينز
جيم واتكينز (بالإنجليزية: Jim Watkins)‏ هو صحفي أمريكي، ولد في 21 أكتوبر 1956.